# روي غرين
روي غرين (بالإنجليزية: Roy Green)‏ هو لاعب كرة قدم أمريكية أمريكي، ولد في 30 يونيو 1957 في ماغنوليا في الولايات المتحدة.

## وصلات خارجية
- روي غرين على موقع مرجع كرة القدم المحترفة.كوم (الإنجليزية)